# Cheshire County (New Hampshire)
Cheshire County is een county in de Amerikaanse staat New Hampshire. Hoofdplaats is Keene. De county heeft een landoppervlakte van 1.832 km² en telt 73.825 inwoners (volkstelling 2000).
Het hoogste punt in de county is de berg Mount Monadnock.
Belknap County · 
Carroll County · 
Cheshire County · 
Coös County · 
Grafton County · 
Hillsborough County · 
Merrimack County · 
Rockingham County · 
Strafford County · 
Sullivan County